# Wolfram Schultze-Motel
Wolfram Schultze-Motel (* 7. Januar 1934 in Quedlinburg; † 7. März 2011) war ein deutscher Botaniker. Sein offizielles botanisches Autorenkürzel lautet „W.Schultze-Motel“.

## Leben und Wirken
Wolfram Schultze-Motel wurde am 7. Januar 1934 in Quedlinburg geboren. Sein älterer Bruder, Jürgen Schultze-Motel (* 1930), wurde ebenfalls Botaniker. Nach dem Abitur studierte Wolfram Schultze-Motel 1952 zunächst in Halle, wechselte aber 1953 nach West-Berlin. 1959 schloss er seine Doktorarbeit bei Theo Eckardt über die vergleichende Morphologie der Blütenstände und Blüten der Cyperaceae ab.
Er war ab 1959 mehr als 30 Jahre am Botanischen Garten und Botanischen Museum in Berlin-Dahlem tätig. Seine hauptsächlichen Interessengebiete waren die europäischen Sauergräser (Cyperaceae) und die Moose (Bryophyta), hier besonders die tropischen Arten. Er starb am 7. März 2011.

## Werke
- Wolfram Schultze-Motel: Familie Cyperaceae. In Gustav Hegi: Illustrierte Flora von Mitteleuropa. 3. Auflage, Band II, Teil 1, S. 2–274 Verlag Paul Parey, Berlin und Hamburg 1980, ISBN 3-489-54020-4.